# Asta Harrington

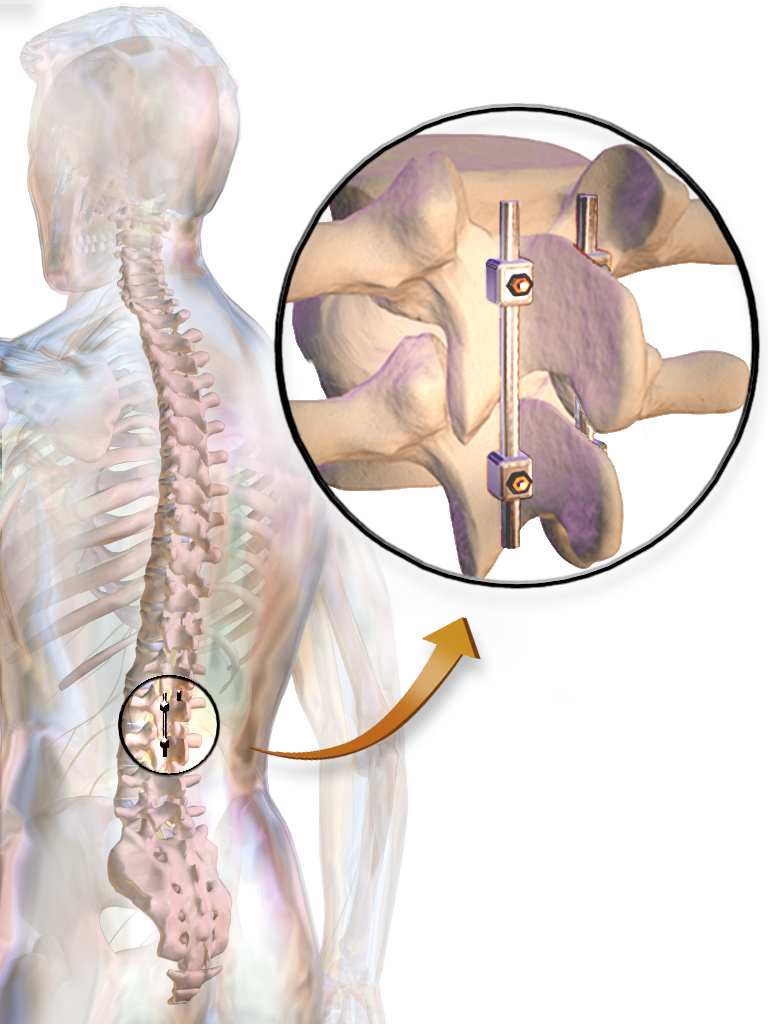
Asta di Harrington utilizzata nella fusione spinale.

L'asta Harrington (o impianto di Harrington) è un dispositivo chirurgico in acciaio inossidabile. Storicamente, quest'asta è stata impiantata lungo la colonna vertebrale per trattare, tra le altre condizioni, una curvatura laterale o del piano frontale della colonna vertebrale o per trattare la scoliosi. Tra i primi anni '60 e la fine degli anni '90 le aste di Harrington per la scoliosi furono impiantate a circa un milione di persone.

## Storia
L'impianto Harrington è stato sviluppato nel 1953 da Paul Harrington, professore di chirurgia ortopedica al Baylor College of Medicine di Houston, in Texas.
Le aste di Harrington erano destinate a fornire un mezzo per ridurre la curvatura e fornire maggiore stabilità a una fusione spinale. Prima che fosse inventata l'asta di Harrington, i pazienti con scoliosi potevano beneficiare della fusione spinale senza alcuna strumentazione per sostenerla; tali fusioni richiedevano molti mesi in calchi in gesso.

## Scopo
La strumentazione con asta di Harrington è stata utilizzata per trattare l'instabilità e la deformità della colonna vertebrale. L'instabilità si verifica quando la colonna vertebrale non mantiene più la sua forma normale durante il movimento. Tale instabilità provoca danni ai nervi, deformità spinali e dolore invalidante. Le deformità spinali possono essere causate da malattie congenite, fratture, sindrome di Marfan, neurofibromatosi, malattie neuromuscolari, lesioni gravi e tumori. Di gran lunga, l'uso più comune per la canna di Harrington era nel trattamento della scoliosi, per il quale è stata inventata.

## Descrizione
Il dispositivo stesso era rappresentato da un'asta in acciaio inossidabile dotata di ganci su entrambe le estremità e un cricchetto, ed era impiantata attraverso un ampio approccio spinale posteriore. I ganci venivano fissati sulle lamine vertebrali. Inizialmente fu utilizzato senza eseguire una fusione spinale, ma i primi risultati dimostrarono che la fusione come parte della procedura era obbligatoria, poiché il movimento della colonna vertebrale inutilizzata avrebbe causato l'affaticamento del metallo e alla fine ne avrebbe causato la rottura. La procedura richiedeva l'uso di un calco o di un rinforzo postoperatorio fino alla fusione vertebrale.

## Sindrome da flatback
La sindrome di Flatback (o patologia del dorso piatto) è un problema che si sviluppa in alcuni pazienti trattati con la strumentazione di Harrington, in cui la bacchetta si estende nella parte inferiore della colonna lombare. Poiché l'asta non può seguire la lordosi naturale della parte bassa della schiena, la colonna vertebrale viene raddrizzata in una posizione innaturale. Inizialmente, i segmenti spinali non utilizzati compensano gli effetti raddrizzanti, ma alla fine i dischi degenerano e si logorano. Il paziente sviluppa quindi mal di schiena, ha difficoltà a stare in piedi e sperimenta limitazioni quando cammina. Alla fine, il problema richiede un intervento chirurgico per riallineare la colonna vertebrale.
Come esemplificato da Pecina e Dapic nell'European Spine Journal (febbraio 2007), la sindrome del flatback non è inevitabile e non accade a tutte le persone con una fusione strumentale con asta Harrington bassa  –  ci sono molte persone che hanno avuto le aste di Harrington per decenni senza effetti negativi.